# مائدا توشیماسا
مائدا توشیماسو (前田 利益، حدود  1543 - 1612)، معروف به مائدا کیجی (前田慶次) یا کیجیرو (慶次郎)، یک سامورایی ژاپنی از دوره سنگوکو تا اوایل دوره ادو بود. او برادرزاده مائدا توشی و مائدا ماتسو معروف بود. در افسانه ها و داستان ها، او یکی از مشهورترین کابوکیمونو (مردان وحشی) دوره زمانی است که به دلیل قد هیولایی و قدرت بی نظیرش شناخته شده است. اسب و همراه توشیماسو، ماتسوکازه، یکی از معروف ترین اسب های جنگی ژاپن بود.

## زندگینامه
توشیماسو در روستای آراکو (ناکاگاوا-کو کنونی، ناگویا) به دنیا آمد، توشیماسو از قبیله تاکیگاوا، در اصل پسر تاکیگاوا کازوماسو به دنیا آمد. او توسط مائدا توشیهیسا، برادر بزرگتر مائدا توشی به فرزندی پذیرفته شد. توشیماسو به همراه عمویش زیر نظر اودا نوبوناگا خدمت می کرد. توشیماسو در ابتدا برای به ارث بردن ریاست خانواده مائدا در نظر گرفته شده بود. اما پس از اینکه اودا نوبوناگا توشیهیسا را به عنوان سرپرست خانواده مائدا جایگزین توشیهیسا کرد، این موقعیت را از دست داد. شاید به دلیل این از دست دادن ارث، توشیماسو به دلیل نزاع با عمویش شناخته شده است. در سال 1581، توشیماسو تحت فرمان عمویش بود و از طریق درگیری در استان نوتو برای خود شهرت پیدا کرد و با 5000 کوکو پاداش گرفت. در سال 1584، در طول نبرد کوماکی و ناگاکوته، توشیماسو به همراه مائدا توشی برای نجات قلعه سوموری که مورد حمله ساسا ناریماسا قرار گرفت، آمد. وقتی مائدا توشیهیسا در سال 1587 درگذشت، توشیماسو پسرش را به خدمت خانواده مائدا فرستاد. کیجی از کمپین کیوشو تویوتومی به دلیل رفتارهای وحشیانه اش محروم شد. در سال 1590، او به کمک عمویش در کمپین اوداوارا ادامه داد. پس از کمپین اوداوارا، توشیماسو به پایتخت بازگشت و خود را وقف هنر و ادبیات کرد. چه پس از مرگ توشیهیسا و چه در سال 1590، روابط بین او و توشی تیره شد. او بدون گرفتن همسر یا فرزندش از خانواده مائده گریخت. پس از فرار در کیوتو اقامت گزید. توشیماسو زمانی که در کیوتو بود با نائو کانتسوگو آشنا شد و با او دوست شد. این دو دوست صمیمی شدند و توشیماسو موافقت کرد که در کمپین Sekigahara، در تهاجم قبیله Uesugi به Aizu، به Kanetsugu بپیوندد. بعداً در سال 1600، در محاصره هاسدو علیه قبیله موگامی و طایفه دیت، اوسوگی شکست خورد و توشیماسو به رهبری گارد عقب در طول عقب نشینی منصوب شد. سوار بر اسب خود "ماتسوکازه" به نبرد و نیزه ای دو شاخه، او قدرت خود را به نمایش گذاشت. تا حدی به دلیل اقدامات توشیماسو، نیروهای اوسوگی توانستند تا حد زیادی دست نخورده عقب نشینی کنند. افسانه می‌گوید که او تنها با هشت سوار خطوط دشمن را شکست و تشکیلات آنها را در هم شکست.

## ماتسوکازه
ماتسوکازه ("باد در کاج ها") کوه معروف توشیماسو بود. طبق افسانه، او فقط از بهترین اسب ها پرورش یافته بود، اما او اجازه نداد کسی بر او سوار شود و در نهایت فرار کرد. توشیماسو احتمالاً به دلیل شخصیت وحشی خود توشیماسو توانست اسب وحشی را اهلی کند. از آن زمان، این دو هرگز جدا از هم دیده نشدند.
گفته می‌شود که ماتسوکازه اسبی با قدرت بی‌نظیر است که می‌تواند چهارچوب بزرگ استادش را برای روزها حمل کند. ظاهراً ماتسوکاز پس از مرگ استادش فرار کرد و دیگر هرگز دیده نشد.